# Martin M. Mazick

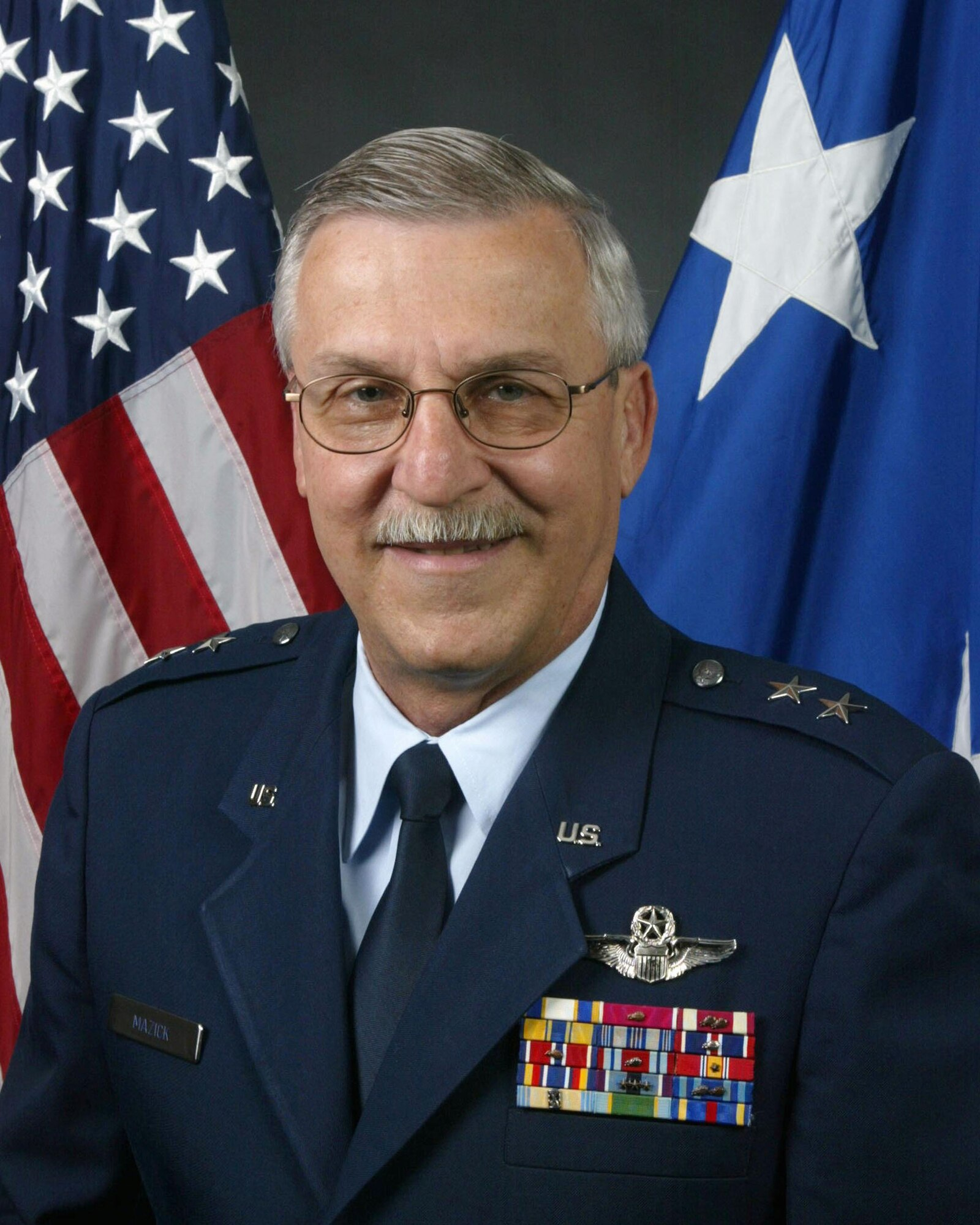
Martin M. Mazick

Martin M. Mazick (* um 1950) ist ein pensionierter Generalmajor der United States Air Force. Er war unter anderem Kommandeur der 22. Luftflotte (22nd Air Force).
Über das ROTC-Programm der Rutgers University gelangte er im Jahr 1972 in das Offizierskorps der United States Air Force. Dort durchlief er anschließend alle Offiziersränge vom Leutnant bis zum Zwei-Sterne-General.
Im Lauf seiner militärischen Karriere absolvierte er verschiedene Kurse und Schulungen. Dazu gehörten unter anderem eine Ausbildung zum Kampfpiloten und weitere Fortbildungskurse als Pilot neuer Flugzeugtypen; das Air Command and Staff College und das Air War College, beide auf der Maxwell Air Force Base in Alabama. Außerdem erhielt er akademische Grade von der University of California und der Syracuse University.
In seinen frühen Jahren als Offizier der Luftwaffe war er an verschiedenen Stützpunkten in den Vereinigten Staaten stationiert. Dabei war er als Pilot, Flugausbilder oder Stabsoffizier bei unterschiedlichen Einheiten tätig. Dazwischen absolvierte er die erwähnten Schulungen. Im Jahr 1979 wechselte er zur Reserve der Luftwaffe. Gleichzeitig war er als Zivilist in einer militärischen Einrichtung als Air Reserve Technician angestellt. Außerdem wurde er immer wieder zum Militärdienst in Reserveeinheiten einberufen.
Im Jahr 1992 übernahm er auf der McChord Air Force Base im Bundesstaat Washington das Kommando über die 446th Operations Group. Es folgte eine Versetzung zur Barksdale Air Force Base in Louisiana, wo er zwischen Oktober 1992 und Oktober 1993 die 98th Air Refueling Group, eine Luftbetankungseinheit, kommandierte. In der Folge wurde er zur Scott Air Force Base in Illinois versetzt, wo er zwischen Oktober 1993 und April 1995 als Berater für Reserveangelegenheiten (Reserve adviser) dem Stab des Air Mobility Commands angehörte.
Mazicks nächste Mission führte ihn auf die Tinker Air Force Base in Oklahoma, wo er zwischen August 1995 und März 1999 das 507. Luftbetankungsgeschwader (507th Air Refueling Wing) kommandierte. Anschließend erhielt er das Kommando über das 439. Transportgeschwader (439th Airlift Wing), das auf der Westover Air Reserve Base in Massachusetts ansässig war. Diese Aufgabe erfüllte er bis zum August 2003. Danach übernahm er bis zum März 2006 auf der Robins Air Force Base in Georgia die Leitung der Stabsabteilung für Operationen beim Air Force Reserve Command.
Am 11. März 2006 übernahm Martin Mazick auf der Dobbins Air Force Reserve Base in Georgia als Nachfolger von James D. Bankers den Oberbefehl über die 22. Luftflotte. Dieses Amt bekleidete er bis zum 4. April 2009, als James T. Rubeor seine Nachfolge antrat. Anschließend kehrte er auf die Robins AFB in Georgia zurück, wo er das Amt des stellvertretenden Kommandeurs des Air Force Reserve Commands übernahm, das er bis zu seiner Pensionierung im Jahr 2011 innehatte.
Während seiner aktiven Zeit als Militärpilot absolvierte er über 8700 Flugstunden auf verschiedenen Flugzeugtypen.

## Daten der Beförderungen
| Abzeichen | Rang               | Jahr               |
| --------- | ------------------ | ------------------ |
|           | Second Lieutenant  | 7. Juni 1972       |
|           | First Lieutenant   | 19. September 1974 |
|           | Captain            | 19. September 1976 |
|           | Major              | 31. Mai 1984       |
|           | Lieutenant Colonel | 17. Juni 1988      |
|           | Colonel            | 1. August 1992     |
|           | Brigadier General  | 20. November 2002  |
|           | Major General      | 24. Dezember 2005  |

## Orden und Auszeichnungen
Martin Mazick erhielt im Lauf seiner militärischen Laufbahn unter anderem folgende Auszeichnungen:
- Air Force Distinguished Service Medal
- Legion of Merit
- Meritorious Service Medal
- Air Force Commendation Medal
- Air Force Achievement Medal
- Air Force Organizational Excellence Award
- Combat Readiness Medal
- National Defense Service Medal
- Global War on Terrorism Service Medal
- Humanitarian Service Medal
- Air Force Longevity Service Award
- Armed Forces Reserve Medal